# Dzietrzychowo (gromada)
Dzietrzychowo – dawna gromada, czyli najmniejsza jednostka podziału terytorialnego Polskiej Rzeczypospolitej Ludowej w latach 1954–1972.
Gromady, z gromadzkimi radami narodowymi (GRN) jako organami władzy najniższego stopnia na wsi, funkcjonowały od reformy reorganizującej administrację wiejską przeprowadzonej jesienią 1954 do momentu ich zniesienia z dniem 1 stycznia 1973, tym samym wypierając organizację gminną w latach 1954–1972.
Gromadę Dzietrzychowo z siedzibą GRN w Dzietrzychowie utworzono – jako jedną z 8759 gromad na obszarze Polski – w powiecie kętrzyńskim w woj. olsztyńskim na mocy uchwały nr 15 WRN w Olsztynie z dnia 4 października 1954. W skład jednostki weszły obszary dotychczasowych gromad Dzietrzychowo i Lipica ze zniesionej gminy Skandawa w powiecie kętrzyńskim oraz obszar dotychczasowej gromady Masuny ze zniesionej gminy Sępopol w powiecie bartoszyckim w tymże województwie. Dla gromady ustalono 10 członków gromadzkiej rady narodowej.
1 stycznia 1955 gromadę Dzietrzychowo włączono do powiatu bartoszyckiego w tymże województwie.
1 stycznia 1969 do gromady Dzietrzychowo włączono cztery obszary o totalnej powierzchni 501 ha (225 + 82 + 120 + 74 ha) z gromady Skandawa w powiecie kętrzyńskim w tymże województwie.
Gromadę zniesiono 22 grudnia 1971, a jej obszar włączono do gromady Sępopol w tymże powiecie.